# Григоренко Олександр Петрович
Олександр Петрович Григоренко (нар. 28 вересня 1948, с. Сербинівка, Хмельницька обл.) — український науковець, історик і країнознавець. Доктор історичних наук (1995), професор Хмельницького національного університету (1997), академік Міжнародної академії інформатизації, дійсний член Центру дослідження історії Поділля і Південно-Східної Волині Інституту історії України НАН України.

## Життєпис
Народився Олесандр Григоренко 28 вересня 1948 року в селі Сербинівка Старокостянтинівського району Хмельницької області. Середню освіту здобував у місцевій школі, де вивчав гуманітарні науки.
У період 1967—1969 рр. Олександр Петрович служив у підрозділі радянських збройних сил спочатку в Ленінградському, а згодом в Московському військових округах.
1969 року вступив до Кам'янець-Подільського педагогічного інституту на історичний факультет. Серед тодішніх викладачів були відомі українські історики — Анатолій Олексійович Копилов, Валерій Степанович Степанков, Леонід Антонович Коваленко тощо. 1973 року з відзнакою закінчив інститут і за направленням працював вчителем історії і суспільствознавства Камінської середньої школи Житомирської області.
1975—1978 рр. навчався в аспірантурі Інституту історії АН України. 1979 року захистив кандидатську дисертацію на тему «Шефська допомога робітничого класу колгоспному селянству в 1971—1975 рр. (на матеріалах Української РСР)» й отримав науковий ступінь кандидата історичних наук. Працював старшим викладачем, доцентом на кафедрі суспільних наук Кам'янець-Подільського педагогічного університету впродовж 1979—1989 рр. Згодом працює у Хмельницькому технологічному інституті на посадах старшого викладача, доцента, професора, завідувача кафедри до 1998 року.
1995 року захистив докторську дисертацію на тему «Участь молоді в сільськогосподарському виробництві України: Проблеми. Уроки (1960—1980-ті рр.)» й отримав науковий ступінь доктора історичних наук. Вчене звання професора кафедри історії держави і прав отримав 1997 року.
Між 1998—2007 рр. — професор Національної академії Державної прикордонної служби України ім. Б. Хмельницького.
2008—2013 рр. призначений завідувачем кафедри міжнародної інформації.

## Вибрані наукові праці
Олександр Петрович Григоренко автор понад 400 наукових досліджень.
- Підготовка молоді України до праці в сільському господарстві (1960—1994). — Хмельницький, 1995
- Молодь і соціально-економічні відносини на селі. — Хмельницький, 1998
- Актуальні проблеми історії України. — Хмельницький, 2004
- Історія України: курс лекцій / О. П. Григоренко. — Хмельницький: НАДПСУ, 2007. — 386 с.
- Микола Скиба: людина, вчений, ректор / О. М. Завальнюк, О. П. Григоренко ; Кам'янець-Поділ. нац. ун-т ім. І. Огієнка. — Кам'янець-Подільський: Аксіома, 2009. — 19 с.
- Радомир Іванович Сілін: життєвий шлях і творчі вершини вченого / О. Григоренко ; М-во освіти і науки, молоді та спорту України, Хмельниц. нац. ун-т. — Л. : Вид-во Львів. політехніки, 2011. — 52 с.
- Володимир Захар'єв: ."..Й до скону буду тільки ним ідти": (з нагоди 50-річного ювілею) / О. П. Григоренко ; Хмельн. обл. осередок Всеукр. творчої спілки «Конгрес літераторів України». —  Хмельницький: Цюпак А. А., 2013. —  128 с. —  (Бібліотечка альманаху «Медобори» ; вип. 9)